# Scottish Natural Heritage

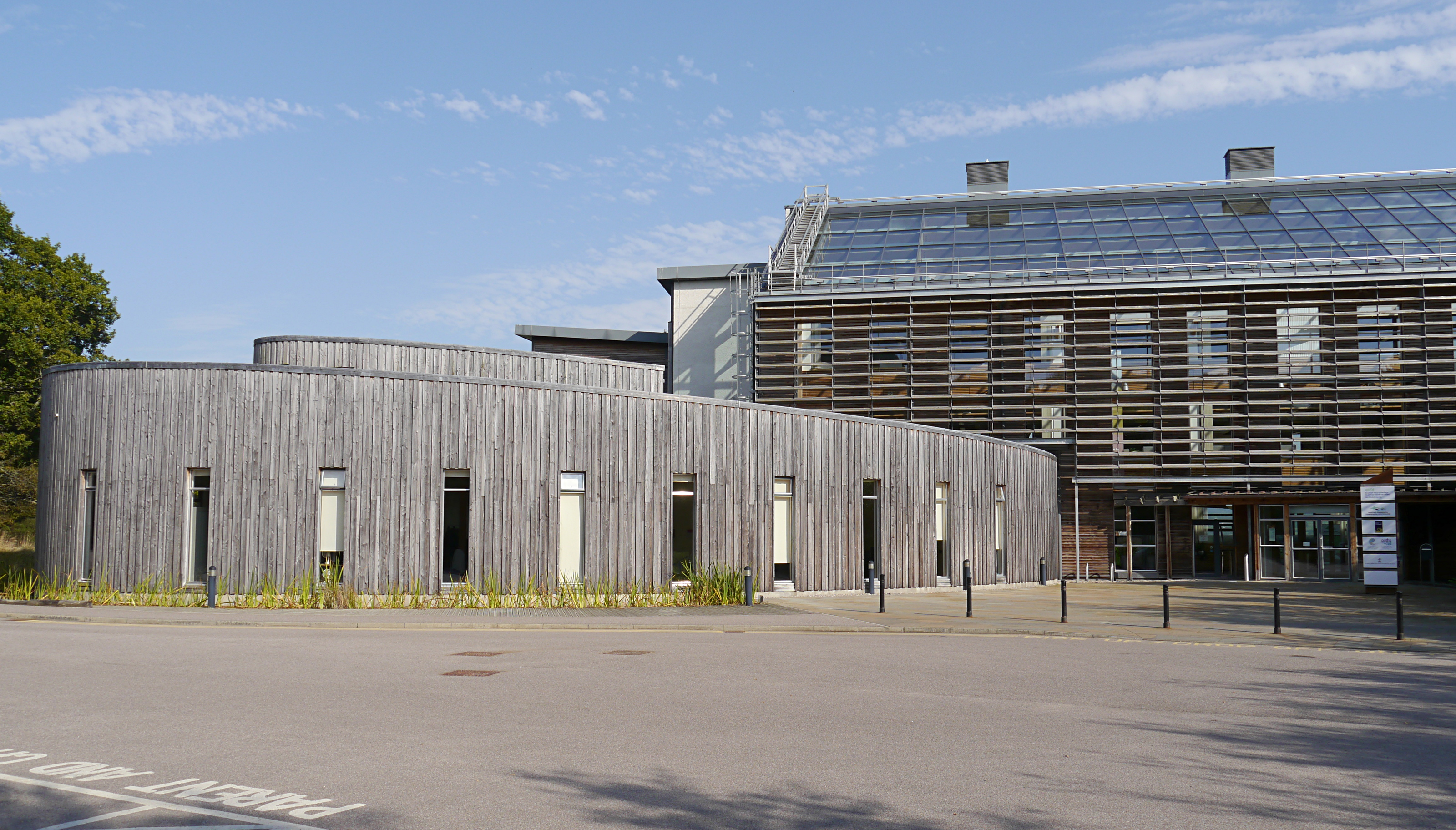
Great Glen House en Inverness, sede de Scottish Natural Heritage

Scottish Natural Heritage (en gaélico Dualchas Nàdair na h-Alba) es un cuerpo público escocés. Es el responsable del control del patrimonio cultural de Escocia, especialmente su diversidad natural, genética y de biomas. Aconseja al gobierno del país y actúa como su agente en lo que respecta a la conservación, como las Reservas Naturales Nacionales, las Reservas Naturales Locales, las rutas de larga distancia, los parques nacionales, los sitios de interés científico especial (SSSI, por sus siglas en inglés), las Zonas de Especial Conservación, las Áreas Especiales de Protección y el Área de Ecosistemas Nacionales.
SNH tiene alrededor de ochocientos empleados con oficinas en la mayor parte de Escocia, incluyendo sus principales islas. El ministro del país decidió trasladar la sede de la organización de Edimburgo hacia Inverness durante 2003, finalizando en 2004, por lo que gran parte de los empleados renunciaron para evitar el traslado. Las áreas protegidas de Escocia ocupan un 20% del total y los SSSI el 13%.